# Харовская (станция)

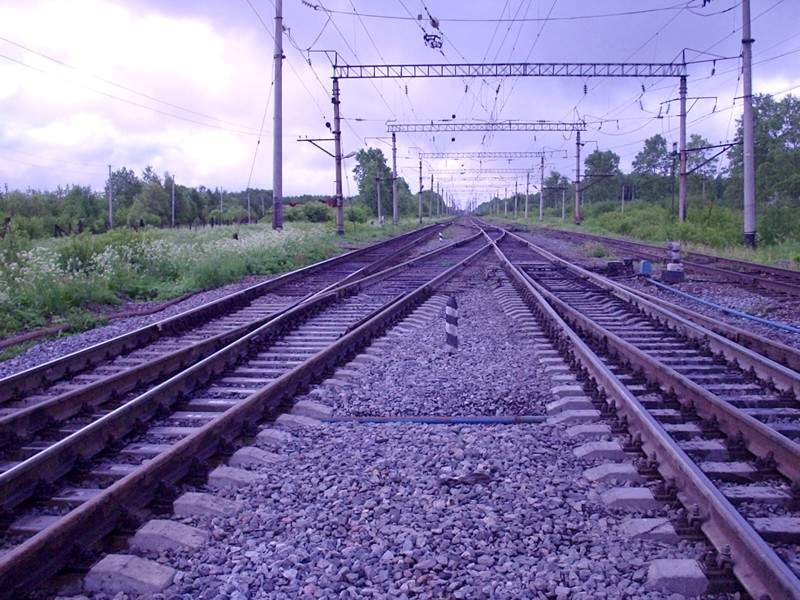
Пути к станции Харовская

Ха́ровская — железнодорожная станция в городе Харовск Вологодской области.
Относится к Северной железной дороге на линии Вологда — Архангельск. Станция относится к Вологодскому региону СЖД.

## История
Станция Харовская была открыта в 1898 году, когда был проложен участок железной дороги Вологда — Архангельск. Тогда же свою историю как населённый пункт отсчитывает и сам Харовск.
Первоначально станция называлась Кубино, в 1904 году она была переименована в Лещёво (по селу Лещёво), а с 1914 года она была переименована в Харовскую.
При станции возник посёлок, который в 1932 году получил статус рабочего посёлка, а в 1954 году был преобразован в город.

## Пригородное сообщение
Через эту станцию ежедневно проходит пригородный электропоезд сообщением Вологда I — Вожега (1 рейс в день в обе стороны).

## Дальнее сообщение
По состоянию на декабрь 2018 года на станции останавливаются следующие поезда дальнего следования:
| Круглогодичное обращение поездов | Круглогодичное обращение поездов | Круглогодичное обращение поездов | Круглогодичное обращение поездов |
| № поезда                         | Маршрут движения                 | № поезда                         | Маршрут движения                 |
| -------------------------------- | -------------------------------- | -------------------------------- | -------------------------------- |
| 9                                | Архангельск — Санкт-Петербург    | 10                               | Санкт-Петербург — Архангельск    |
| 15                               | Архангельск — Москва             | 16                               | Москва — Архангельск             |
| 77                               | Воркута — Санкт-Петербург        | 78                               | Санкт-Петербург — Воркута        |
| 97                               | Микунь — Санкт-Петербург         | 98                               | Санкт-Петербург — Микунь         |
| 115 «Поморье»                    | Северодвинск — Москва            | 116 «Поморье»                    | Москва — Северодвинск            |
| 117 «Поморье»                    | Архангельск — Москва             | 118 «Поморье»                    | Москва — Архангельск             |
| 143                              | Мурманск — Вологда               | 144                              | Вологда — Мурманск               |
| 375                              | Воркута — Москва                 | 376                              | Москва — Воркута                 |

| Сезонное обращение поездов | Сезонное обращение поездов | Сезонное обращение поездов | Сезонное обращение поездов |
| № поезда                   | Маршрут движения           | № поезда                   | Маршрут движения           |
| -------------------------- | -------------------------- | -------------------------- | -------------------------- |
| 187                        | Архангельск — Новороссийск | 188                        | Новороссийск — Архангельск |
| 221                        | Архангельск — Анапа        | 222                        | Анапа — Архангельск        |
| 261                        | Архангельск — Адлер        | 262                        | Адлер — Архангельск        |
| 267                        | Сосногорск — Новороссийск  | 268                        | Новороссийск — Сосногорск  |